# Fonti di energia rinnovabili
Le fonti di energia rinnovabili sono fonti energetiche non soggette a esaurimento, perché naturalmente reintegrate in una scala temporale umana, da processi fisici. Esempi di fonti rinnovabili sono la luce solare, il vento, il ciclo dell'acqua, le maree, le onde e il calore geotermico e le biomasse. Le energie rinnovabili trovano applicazione principalmente nella produzione di energia elettrica. In minor misura nella climatizzazione degli edifici e nei  trasporti (biomasse).

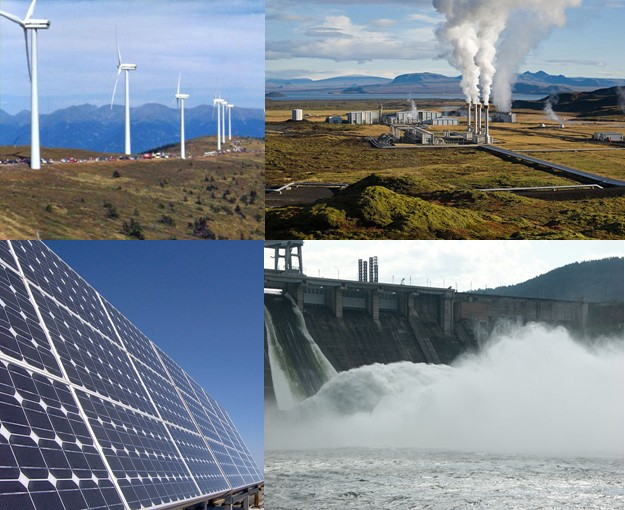
Esempi di energie rinnovabili (dall'alto a sinistra, in senso orario): energia eolica, geotermica, idroelettrica e solare

## Descrizione
Le fonti di energia considerate "inesauribili", sono quelle che si rigenerano allo stesso ritmo, o con un ritmo superiore a quello con cui vengono consumate oppure non sono "esauribili" nella scala dei tempi "geologici". Alcune fonti rinnovabili hanno una capacità di rinnovo limitata: ad esempio le foreste, i cui alberi ricrescono, ma possono esaurirsi a causa di un eccessivo sfruttamento. Queste risorse energetiche sono sfruttabili senza pregiudicare la medesima possibilità da parte di generazioni future.
Le risorse energetiche rinnovabili sono disponibili in modo non uniforme e dipendono dal grado di insolazione, dal vento, dalle aree disponibili, dalla presenza di siti adatti ecc. La loro disponibilità ha quindi limitazioni simili alle fonti energetiche fossili e fissili.
L'implementazione delle energie rinnovabili e dell'efficienza energetica, si traduce in una mitigazione dei cambiamenti climatici e nei conseguenti benefici economici.
Solo due paesi sviluppati nel mondo, l'Islanda e la Norvegia, generano tutta la loro energia elettrica utilizzando energia rinnovabile, e solo grazie alla grande disponibilità di geotermia ed idroelettrico in rapporto alla popolazione.  Alcuni altri (come la Danimarca e Svezia) hanno l'obiettivo di raggiungere il 100% di energia rinnovabile in futuro. L'obiettivo rimane tuttavia irraggiungibile alla stragrande maggioranza dei paesi, a causa delle limitazioni intrinseche delle rinnovabili stesse.
Le energie rinnovabili, assieme all'energia nucleare, sono fonti di energia alternative alle tradizionali fonti fossili e molte di esse hanno la peculiarità di non immettere nell'atmosfera sostanze inquinanti e/o climalteranti (come la CO2).
Le tecnologie rinnovabili possono essere utilizzate per la microgenerazione di energia elettrica, specialmente nelle aree rurali e remote o nei paesi in via di sviluppo.
I sistemi di energia rinnovabile stanno diventando rapidamente più efficienti e più economici, la loro quota di consumo totale di energia è in aumento.

### Risorse rinnovabili
Le risorse rinnovabili, siano esse materiali o energetiche, sono risorse naturali che, per caratteristiche naturali o per effetto della coltivazione dell'uomo, si rinnovano nel tempo (ovvero a un tasso di rinnovamento maggiore o uguale al tasso di consumo/utilizzo) e possono essere considerate inesauribili, ovvero possono risultare disponibili per l'utilizzo da parte dell'uomo pressoché indefinitamente.
Per quanto attiene alle risorse "coltivabili" (foreste, pascoli e generalmente suoli agricoli), il mantenimento delle caratteristiche di rinnovabilità può dipendere anche dalle tecniche di coltivazione e dal tasso di sfruttamento del suolo.
Una risorsa rinnovabile si dice anche "sostenibile", se il tasso di rigenerazione della medesima è uguale o superiore a quello di utilizzo. Tale concetto implica la necessità di un uso razionale delle risorse rinnovabili ed è particolarmente importante per quelle risorse - quali, ad esempio, le forestali - per le quali la disponibilità non è indefinita, rispetto ai tempi d'evoluzione della civiltà umana sulla Terra, quali invece, ad esempio, le fonti solari o eoliche.
Le risorse rinnovabili presentano vantaggi, di cui i maggiori sono senza dubbio l'assenza di emissioni inquinanti durante il loro utilizzo e la loro inesauribilità. L'utilizzo di queste fonti non ne pregiudica dunque la disponibilità nel futuro e sono preziose per ottenere energia riducendo al minimo l'impatto ambientale. Per quanto riguarda le fonti rinnovabili di tipo energetico, si considerano tali:
- l'irraggiamento solare (per produrre energia chimica, energia termica ed energia elettrica);
- il vento (fonte di energia meccanica ed energia elettrica);
- le biomasse (combustione, in appositi impianti per generazione termica e cogenerazione di calore ed elettricità);
- le maree e le correnti marine in genere;
- le precipitazioni utilizzabili tramite il dislivello di acque (fonte idroelettrica).

In senso lato, si possono considerare "fonti" rinnovabili anche i "pozzi" termici utilizzabili per il raffrescamento passivo degli edifici: aria (se a temperatura inferiore a quella dell'ambiente da raffrescare - raffrescamento microclimatico); terreno (raffrescamento geotermico); acqua nebulizzata (raffrescamento evaporativo); cielo notturno (raffrescamento radiativo).
Le fonti di energia rinnovabili associate a tali risorse sono l'energia idroelettrica, solare, eolica, marina e geotermica. L'utilizzo di tali fonti è spesso sostenibile. Al contrario, le energie "non rinnovabili" (in particolare fonti fossili quali petrolio, carbone, gas naturale) possono esaurirsi nel giro di poche generazioni umane, da una parte a causa dei lunghi periodi di formazione e dall'altra parte a causa dell'elevata velocità alla quale vengono consumati.
È utile sottolineare come le forme di energia presenti sul nostro pianeta (con l'eccezione dell'energia nucleare, dell'energia geotermica e di quella delle maree) hanno quasi tutte origine dall'irraggiamento solare, infatti:
- senza il Sole non esisterebbe il vento, che è causato dal non uniforme riscaldamento delle masse d'aria, e con esso l'energia eolica;
- l'energia delle biomasse può essere considerata energia solare immagazzinata chimicamente, attraverso il processo della fotosintesi clorofilliana;
- l'energia idroelettrica, che sfrutta le cadute d'acqua, non esisterebbe senza il ciclo dell'acqua dall'evaporazione alla pioggia, innescato dal Sole;
- i combustibili fossili (carbone, petrolio e gas naturale) derivano dall'energia del Sole immagazzinata nella biomassa milioni di anni fa attraverso il processo della fotosintesi clorofilliana.

## Statistiche
Nel 2023, le energie rinnovabili hanno fornito il 14,56% di energia primaria del consumo globale e il 30,24% di elettricità prodotta globalmente, che è a sua volta costituita dal 47,17% per il settore idroelettrico, dal 25,87% per l'eolico, dal 18,26% per il solare (fotovoltaico e termico) e dal 8,69% per le restanti fonti rinnovabili (tra cui geotermico, biomassa, rifiuti, moto ondoso e mareomotrice).
Gli impegni di investimento mondiale nelle energie rinnovabili ammontavano 322 miliardi di USD nel 2018, con i Paesi dell'Asia orientale e del Pacifico (tra cui la Cina) che hanno contribuito per il 26% (principalmente nel solare fotovoltaico e nell'eolico onshore e offshore), i Paesi americani dell'OCSE (tra cui Stati Uniti d'America, Messico, Canada e Cile) per il 25% e i Paesi dell'Europa occidentale per il 18%. Nel 2015 oltre la metà della capacità elettrica netta installata in tutto il mondo è stata rinnovabile.
A livello globale, nel 2019 sono stati stimati 11,5 milioni di posti di lavoro associati alle tecnologie delle energie rinnovabili, specialmente per il solare fotovoltaico, che si attesta un'aliquota del 33% dei posti di lavoro rispetto al totale delle rinnovabili.
Secondo il report IEA 2023, nel 2025 la produzione globale da fonti arriverà a 10.799 TWh, superando quella da carbone e costituendo più di un terzo dell'energia prodotta globalmente.

## Energia rinnovabile, sostenibile e fonti alternative
Esistono differenze tra "energia rinnovabile", "energia sostenibile" e "energie alternative":
- l'energia sostenibile è una modalità di trasformazione e uso dell'energia che permette uno sviluppo sostenibile, il che comprende l'efficienza energetica;
- le energie alternative sono fonti di energia alternative ai combustibili fossili, perciò rientrano le energie rinnovabili e l'energia nucleare.[26]

Nell'Unione europea, la direttiva 2009/28/CE ha provveduto a fare chiarezza circa quali fonti siano da considerare rinnovabili:
( Parlamento europeo e Consiglio europeo, DIRETTIVA 2009/28/CE, su eur-lex.europa.eu, 23 aprile 2009.)
Rientrerebbero in questo campo dunque le seguenti:
- energia solare
  - solare termico e termodinamico
  - solare fotovoltaico
- energia eolica
- energia idroelettrica
- energia geotermica
  - energia o cogenerazione da acqua di falda
- energia da biomasse (o agroenergie)
  - biocarburanti, gassificazione, biogas
  - oli vegetali
  - olio di alghe
  - cippato
- energia marina
  - energia delle correnti marine
  - energia a gradiente salino (osmotica)
  - energia mareomotrice (o delle maree)
  - energia del moto ondoso
  - energia talassotermica (OTEC)
- energia aerotermica
- gas di discarica
- gas residuati dai processi di depurazione.

Una distinzione che spesso viene fatta in tale ambito è quella tra fonti rinnovabili "classiche" (essenzialmente energia idroelettrica e geotermica) e fonti rinnovabili "nuove" (anche dette "NFER"), tra cui vengono generalmente incluse l'energia solare, eolica e da biomassa.
Nell'ambito della produzione di energia elettrica le fonti rinnovabili vengono inoltre classificate in "fonti programmabili" e "fonti non programmabili', a seconda che possano essere programmate in base alla richiesta di energia oppure no. Secondo la definizione del Gestore dei Servizi Energetici (GSE, anche conosciuto come GRTN), nel primo gruppo rientrano "impianti idroelettrici a serbatoio e bacino, rifiuti solidi urbani, biomasse, impianti assimilati che utilizzano combustibili fossili, combustibili di processo o residui", mentre nel secondo gruppo (non programmabili) si trovano "impianti di produzione idroelettrici fluenti, eolici, geotermici, fotovoltaici, biogas".
Talvolta, in alcuni ambiti, anche risparmio energetico ed efficienza energetica sono considerate - per estensione - "fonti rinnovabili", sebbene a rigore tali tematiche facciano parte dell'utilizzo razionale dell'energia, e non della loro produzione. Taluni, ancora, considerano questi due aspetti, legati all'uso piuttosto che alla produzione, all'interno della categoria dell'energia sostenibile.
La tematica si intreccia anche con il problema del riscaldamento globale e delle emissioni di CO2: una definizione parallela di energie rinnovabili riguarda quindi anche il fatto che esse non contribuiscano all'aumento dell'effetto serra (pur fra difficoltà di effettiva verifica delle emissioni effettive e reali di tutta la filiera energetica/produttiva), sebbene anche in questo caso sia più rigoroso parlare di energia sostenibile, essendo l'accento posto sugli effetti ambientali della produzione di energia, piuttosto che sulle fonti da cui viene ottenuta.

### Energia nucleare da fissione

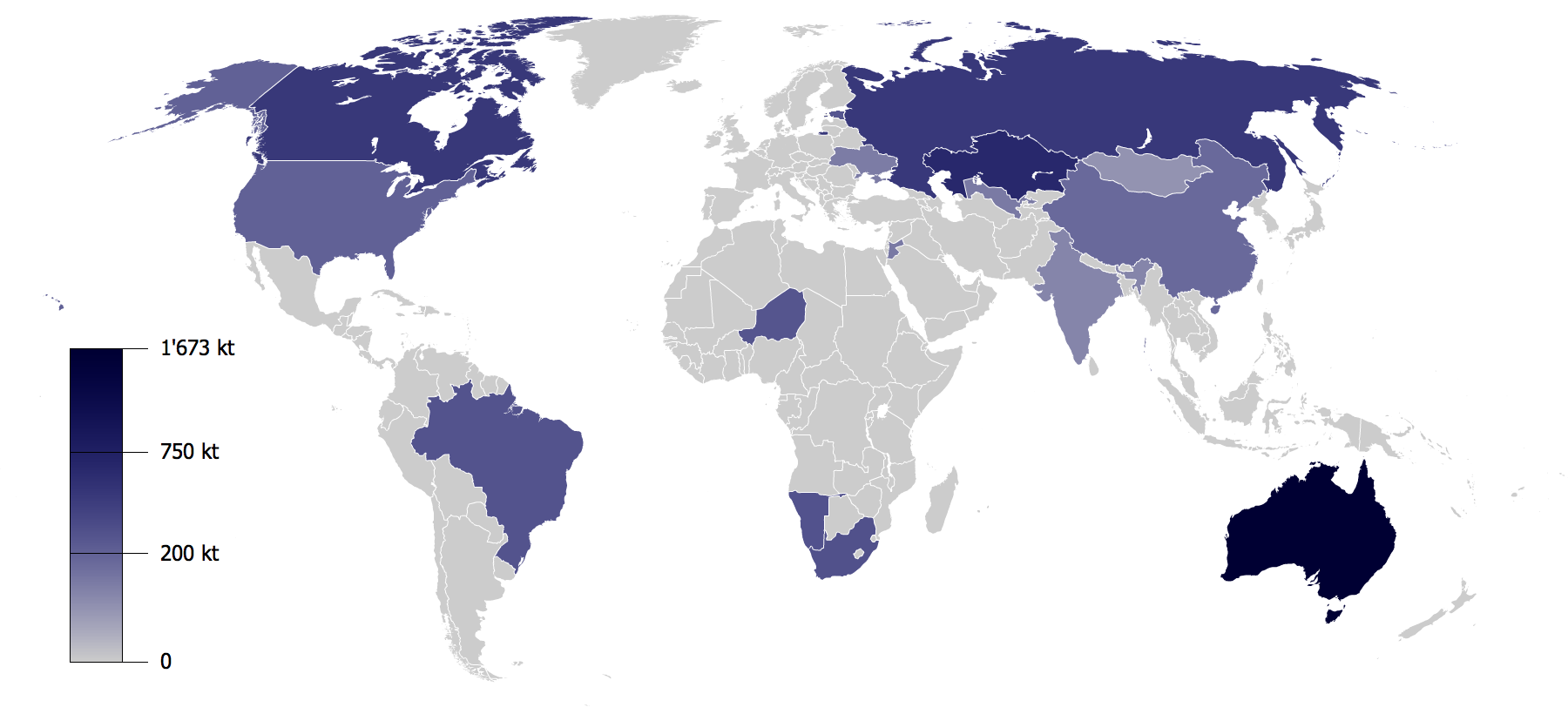
Riserve di uranio nel mondo

L'energia nucleare da fissione di elementi naturalmente radioattivi, non è ritenuta annoverabile fra le rinnovabili in senso proprio poiché basata sullo sfruttamento di riserve limitate di origine minerale, in particolare per quanto riguarda l'energia da fissione e il ciclo di reazione che si basa sull'uranio-235 come materiale fissile (il ciclo quasi esclusivamente sfruttato allo stato attuale).
Più corretto è definire l'energia nucleare come "disponibile a lunghissimo periodo", in virtù del fatto che la quantità di minerali richiesta è molto piccola, specie se raffrontata alle quantità mosse dal ciclo dei combustibili fossili. In tal senso vanno inquadrate anche le tecnologie di nuova generazione che, permettendo lo sfruttamento l'uranio naturale (ora sfruttabile solo per lo 0.7% dopo un complesso processo di arricchimento) e del torio (molto abbondante), mettono decisamente in secondo piano il problema dell'approvvigionamento di combustibile.
Un'argomentazione per avallare non tanto la "rinnovabilità" quanto la "sostenibilità" dell'energia nucleare è la mancata produzione di anidride carbonica durante il processo di fissione nelle centrali nucleari. Viene tuttavia evidenziato che lo scavo del minerale, la sua raffinazione, l'arricchimento, il riprocessamento e lo stoccaggio delle scorie radioattive comportano comunque elevati consumi energetici e quindi una certa produzione di CO2, secondo i dati IPCC il valore mediano è di 12 gCO2eq/kWh  sebbene ciò avvenga (con cifre molto variabili) anche per tutte le altre fonti energetiche, sia rinnovabili che tradizionali, e dipende strettamente dal mix energetico e dalle tecnologie usate per l'estrazione.

### Energia nucleare da fusione
In prospettiva più lontana, lo sfruttamento dell'energia nucleare da fusione nel ciclo del deuterio e trizio è definibile come "rinnovabile" in senso lato, poiché prodotta a partire da elementi abbondanti e quasi inesauribili, che pongono il suo sfruttamento ipotizzabile su un orizzonte temporale quasi illimitato.

## Fonti rinnovabili classiche
Le cosiddette fonti rinnovabili "classiche" sono state sfruttate per la produzione di energia elettrica fin dall'inizio dell'età industriale. Esse includono essenzialmente l'energia idroelettrica e l'energia geotermica.
Le prospettive di uso futuro delle fonti rinnovabili classiche dipendono dall'esplorazione delle risorse potenziali disponibili, in particolare nei paesi in via di sviluppo e dalle richieste in relazione all'ambiente e all'accettazione sociale.

### Energia idroelettrica

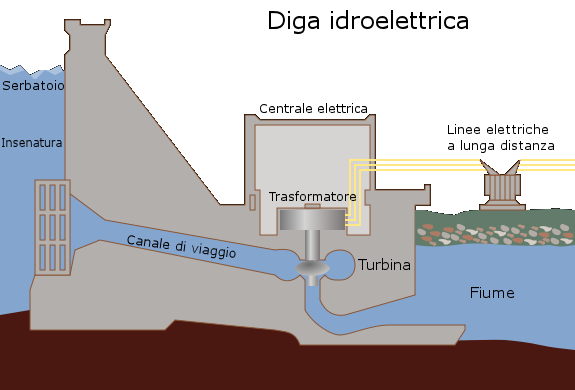
Sezione laterale di una centrale idroelettrica

Tra le più antiche fonti rinnovabili utilizzate si trova certamente l'energia idroelettrica: il flusso d'acqua di un lago, un fiume o un bacino artificiale può trasformare la sua energia potenziale e cinetica in lavoro meccanico, che può alimentare un generatore elettrico.
È stata la prima fonte rinnovabile a essere utilizzata su larga scala, basti pensare che la prima diga della storia fu costruita dagli antichi Egizi 6.000 anni fa per convogliare le acque del Nilo e dopo fu sfruttata con i mulini ad acqua. Il suo contributo alla produzione mondiale di energia elettrica è, attualmente, del 18%. L'energia prodotta da fonte idroelettrica, che ebbe un ruolo fondamentale durante la crescita delle reti elettriche nel XIX e nel XX secolo, sta sperimentando un rilancio nel XXI secolo. Le aree con più elevata crescita nell'idroelettrico sono le economie asiatiche in forte crescita, con la Cina in testa; tuttavia anche altre nazioni asiatiche stanno installando molte centrali di questo tipo. Questa crescita è guidata dai crescenti costi energetici e il desiderio diffuso di generazione energetica non importata e che sia al tempo stesso pulita, rinnovabile ed economica.
Le centrali idroelettriche hanno il vantaggio di avere lunga durata (molte delle centrali esistenti sono operative da oltre cento anni). Inoltre sono "pulite" in quanto producono molte meno emissioni nel loro "ciclo vitale" rispetto agli altri tipi di produzione di energia, sebbene si sia scoperto che le emissioni sono apprezzabili se associate con bacini poco profondi in località calde (tropicali). Altre critiche dirette alle grosse centrali idroelettriche a bacino includono lo spostamento degli abitanti delle zone in cui si decide di costruire gli invasi necessari alla raccolta dell'acqua e il rilascio di grosse quantità di emissioni climalteranti durante la loro costruzione e il riempimento dell'invaso.
In Italia, secondo i dati di Terna, l'idroelettrico produce il 12% del fabbisogno energetico totale, ed è indiscutibilmente l'energia rinnovabile più utilizzata. Le centrali idroelettriche totali sono più di duemila, di cui solo l'ENEL dispone di circa 500 impianti, per una capacità totale di 14 312 MW. Si tratta di impianti ad acqua fluente, serbatoio o a bacino e di pompaggio, presenti maggiormente nell'arco alpino e appenninico. Gli impianti sono presenti un po' in tutta Italia (1 613 al Nord, 277 al Centro e 172 al Sud), e il più produttivo è a Presenzano, in provincia di Caserta, mentre la regione con più impianti è le Marche con 94 centrali.

### Energia geotermica

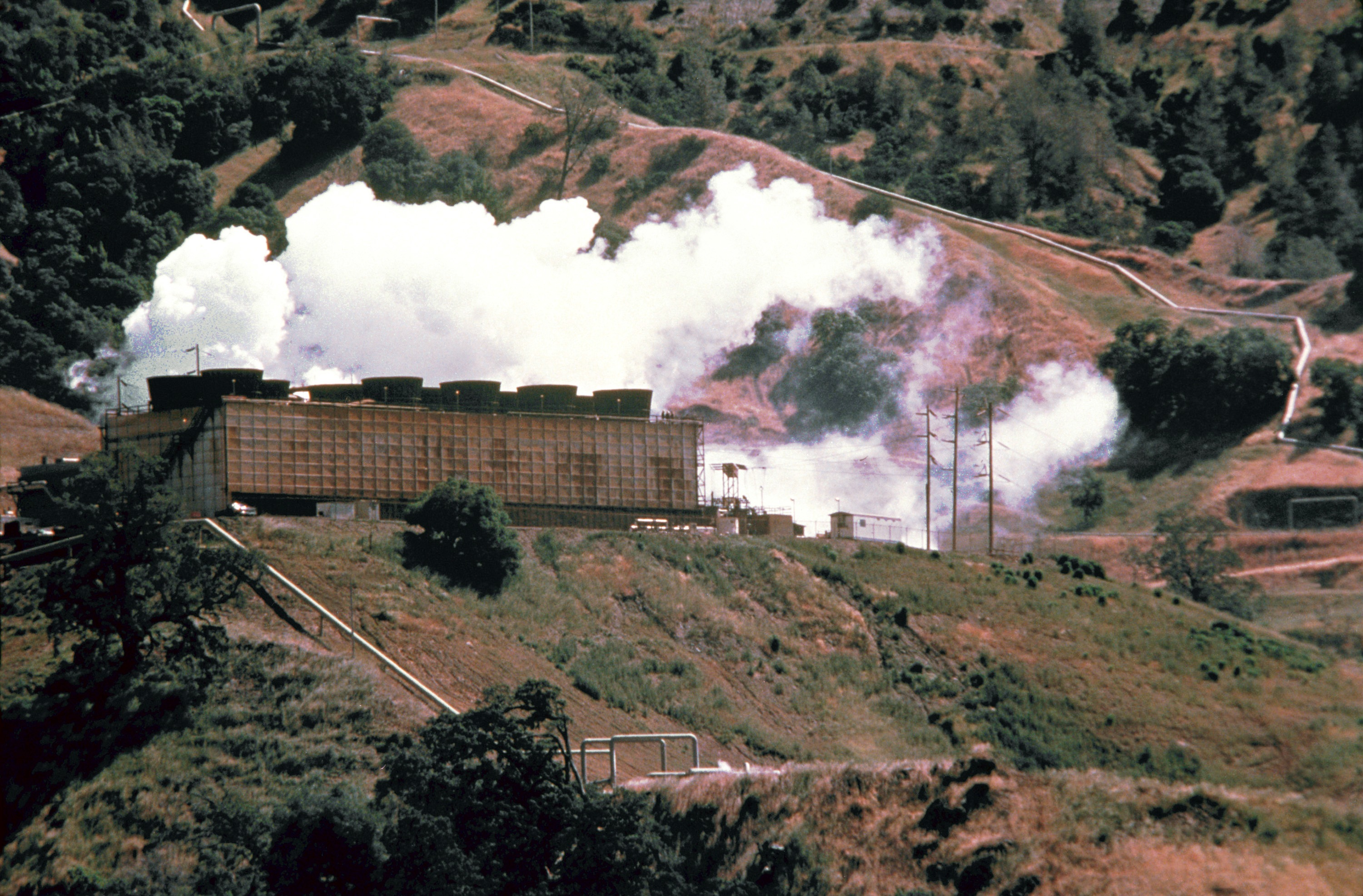
Una centrale geotermoelettrica presso The Geysers, nella California del Nord

L'energia geotermica è l'energia generata per mezzo di fonti geologiche che posseggono elevata temperatura ed è considerata una forma di energia rinnovabile. Si basa sullo sfruttamento del calore naturale presente all'interno della Terra, prodotto naturalmente a causa del continuo processo di decadimento nucleare di elementi radioattivi quali l'uranio, il torio e il potassio, contenuti nell'interno terrestre. Questa energia viene trasferita alla superficie terrestre per conduzione tra le rocce, attraverso i movimenti convettivi del magma o tramite le acque circolanti in profondità. Le acque sotterranee, venendo a contatto con le rocce ad alte temperature, si riscaldano e in alcuni casi di alta temperatura e adeguate pressioni possono passare allo stato di vapor acqueo.
Gli impianti geotermici possono essere usati per la produzione di energia elettrica, oppure direttamente per il riscaldamento, rinfrescamento degli edifici e produzione di acqua calda. Quest'ultimi possono essere di due tipi:
- a sonda verticale: le tubazioni vengono inserite verticalmente nel terreno fino a profondità di 150 m per il prelievo di calore dal sottosuolo;
- a sonda orizzontale: le tubazioni in questo caso sono inserite in modo orizzontale nel terreno, e svolgono lo stesso ruolo delle precedenti. L'unico inconveniente è che occuperanno arealmente più sottosuolo rispetto all'altra tipologia. A latitudini medie solitamente le tubazioni sono inserite a due metri di profondità.

La geotermia è la disciplina che si rivolge alla ricerca e allo sfruttamento dell'energia di campi geotermici o di altre manifestazioni utilizzabili dal calore terrestre anche per utilizzi non collegati alla produzione di energia elettrica. Un interessante uso delle acque geotermiche a basse temperature è costituito dall'innaffiamento delle colture di serra o all'irrigazione a effetto climatizzante, in grado di garantire le produzioni agricole anche nei paesi freddi.
L'energia geotermica costituisce oggi meno dell'1% della produzione mondiale di energia. È una fonte energetica a erogazione continua e indipendente da condizionamenti climatici, ma essendo il calore difficilmente trasportabile, viene localmente sfruttata. Le centrali geotermiche funzionano 24 ore al giorno, fornendo un apporto energetico di base e nel mondo la capacità produttiva potenziale stimata per la generazione geotermica è di 85 GW per i prossimi trenta anni. Tuttavia l'energia geotermica è sfruttata soltanto in aree limitate del mondo, che includono gli Stati Uniti, l'America centrale, l'Indonesia, l'Africa orientale, le Filippine, la Nuova Zelanda, Islanda, Turchia e l'Italia. Il costo dell'energia geotermica è diminuito drasticamente rispetto ai sistemi costruiti negli anni settanta. La generazione di calore per il riscaldamento geotermico può essere competitiva in molti paesi in grado di produrlo, ma anche in altre regioni dove la risorsa è a una temperatura più bassa.

## Nuove fonti rinnovabili
Il mercato per le tecnologie delle nuove fonti di energia rinnovabile (o NFER) è forte e in crescita principalmente in paesi come la Germania, la Spagna, gli Stati Uniti e il Giappone. La sfida è allargare le basi di mercato per una crescita continuativa in tutto il mondo. La diffusione strategica in un paese non solo riduce i costi della tecnologia per gli utenti locali, ma anche per quelli negli altri paesi, contribuendo a una riduzione generale dei costi e al miglioramento delle prestazioni.
Le tecnologie che sono ancora in corso di sviluppo includono la gassificazione avanzata delle biomasse, le tecnologie di bioraffinazione, le centrali solari termodinamiche, l'energia geotermica da rocce calde e asciutte (Hot-dry-rocks) e lo sfruttamento dell'energia oceanica. Tali tecnologie non sono ancora completamente testate o hanno una commercializzazione limitata. Molte sono all'orizzonte e potrebbero avere un potenziale comparabile alle altre forme energetiche rinnovabili, ma dipendono ancora dal dover attrarre adeguati investimenti in ricerca e sviluppo.

### Energia solare
L'energia solare è inesauribile, di immediata reperibilità e pulita perché ci arriva attraverso i raggi del Sole. La quantità di energia solare che arriva sul globo terrestre pure essendo enorme (circa diecimila volte superiore a tutta l'energia usata dall'umanità nel suo complesso) è molto dispersa e richiede pertanto estensioni immense di territorio, per poter essere sfruttata su larga scala.
L'energia solare può essere utilizzata per generare elettricità (fotovoltaico) o per generare calore (Il solare termico)

#### Solare fotovoltaico

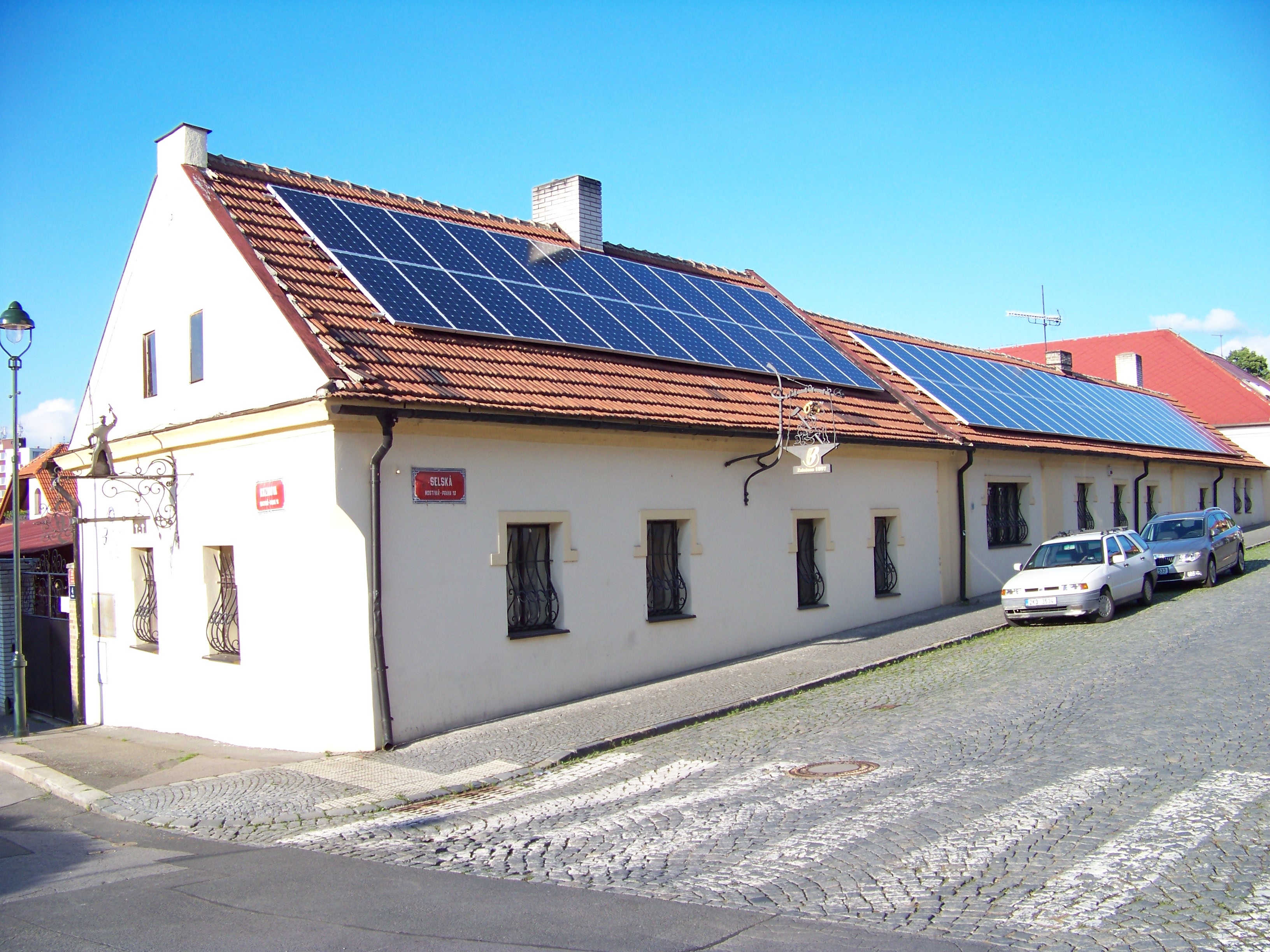
Impianti fotovoltaici installati sui tetti delle case per la produzione di energia elettrica dall'energia fornita dal sole

Negli anni ottanta e nei primi anni novanta la maggior parte dei moduli fotovoltaici fornivano energia elettrica soltanto per le regioni isolate (non raggiungibili dalla rete elettrica), ma circa dal 1995 gli sforzi industriali si sono concentrati in modo considerevole sullo sviluppo di pannelli fotovoltaici integrati negli edifici e centrali allacciate alla rete elettrica. Attualmente la centrale fotovoltaica più grande del mondo si trova in Germania (Waldpolenz) con 30 MW di picco e un progetto di estensione a 40 MW, mentre quella più grande del Nord America si trova presso la Nellis Air Force Base (15 MW). Ci sono proposte per la costruzione di una centrale solare nel Victoria in Australia, che diverrebbe la più grande al mondo con una capacità produttiva di 154 MW. Altre grosse centrali fotovoltaiche, progettate o in costruzione, includono la centrale elettrica "Girrasol" (da 62 MW), e il "Parco Solare di Waldpolenz" in Germania (da 40 MW).

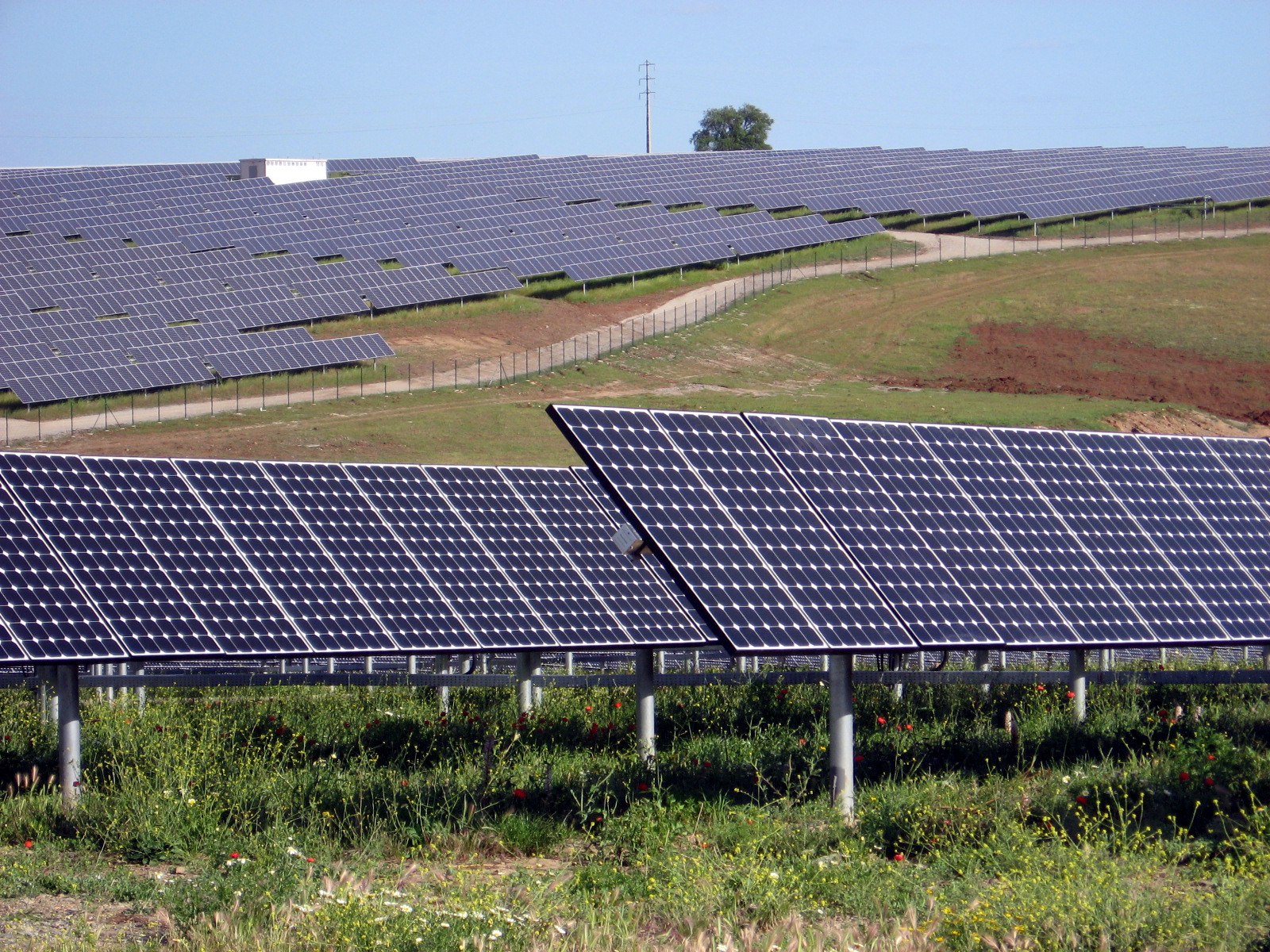
Centrale elettrica solare da 11 MW vicino a Serpa, in Portogallo

L'Italia ha sinora sostenuto un considerevole sforzo pubblico per alimentare il mercato degli impianti fotovoltaici. Tale sforzo ha riguardato, in buona parte, gli impianti di media-grande taglia (dell'ordine del centinaio di chilowatt fino a qualche megawatt) connessi alla rete elettrica. L'evoluzione della tecnologia, tuttavia, non è stata tale da dischiudere nuove opportunità per questo tipo di applicazione, la cui praticabilità riguarda il lungo periodo ed è subordinata ai risultati della ricerca, in termini di ampio incremento dell'efficienza dei componenti e riduzione dei costi.
Un caso di promozione di quei settori di mercato nei quali siano possibili sinergie positive tra le caratteristiche tecniche e di modularità del fotovoltaico e le esigenze di altri settori di ampia ricettività potenziale è quello dell'integrazione del fotovoltaico nell'edilizia, ritenuto un connubio molto interessante da diversi paesi, tra cui Giappone, Stati Uniti e Germania, per la possibilità di realizzare facciate, tetti, pensiline "fotovoltaiche". Gli obiettivi, dunque, più che di natura energetica, sono di sviluppo e promozione, almeno finché i costi non si saranno fortemente ridotti.
I pannelli solari che usano la nanotecnologia, che può costruire circuiti a partire da singole molecole di silicio, potrebbero costare la metà delle tradizionali celle fotovoltaiche, secondo quanto dicono i dirigenti e gli investitori coinvolti nello sviluppo dei prodotti.
Per quanto riguarda l'Italia, dal rapporto statistico GSE per l'anno 2019, risultata una produzione lorda di energia solare fotovoltaica pari a 2,036 Mtep, contribuendo con l'1,69% al consumo totale di energia (120,3 Mtep in progressivo calo da diversi anni) e questo nonostante la potenza efficiente lorda fotovoltaica installata abbia raggiunto un valore pari a 20 865 MW (Energia da fonti rinnovabili - Rapporto statistico 2019).

#### Floating solar power
Il solare fotovoltaico galleggiante consiste nella messa in posa di pannelli che restano sospesi sulla superficie libera di un bacino idrico naturale o artificiale, quali laghi, riserve d'acqua, e, più raramente, il mare aperto. Il principale vantaggio di tale tipo di configurazione impiantistica è quello di sfruttare la capacità termica di dispersione del calore del mezzo sottostante come veicolo di raffreddamento dei pannelli, in modo tale da incrementarne il rendimento termodinamico
Tuttavia, l'installazione in mare aperto presenta la criticità e il maggior costo di progettazione di impianti in grado di resistere alla salsedine e alla forza dei moti ondosi.
Impianti per questa fonte di energia rinnovabile si trovano nelle seguenti località:
- Piolenc in Francia: formato da 47 000 pannelli, per una potenza equivalente di 17 Mwc[44] installati occupando 17 ettari[45] dei 50 del lago artificiale[46][47][48] installati nel 2011[49];
- l'impianto di Okegawa in Giappone, attivo dal 2013 e costituito, sul modello di Piolenc, da 4 530 pannelli solari da 260 watt, per una potenza installata di 1,2 MWp, la maggiore al mondo[49][50];
- il lago artificiale ricavato nell'area di un'ex miniera di carbone abbandonata a Huainan.[51][52]
- Lac des Toules nel Canton Vallese, l'impianto alla maggiore altitudine al mondo installato a 1 810 metri s.l.m.[53][54], con una potenza nominale installata di 23 megawattora, in grado di alimentare potenzialmente 6 400 utenze residenziali.[55] Realizzato in tre anni[55] con 2,35 milioni di franchi di contributo del governo federale svizzero, è formato da 2 240 metri quadrati di pannelli in alluminio e polietilene ad alta densità suddivisi in 36 blocchi[56], in grado di resistere al'escursione termica, alle raffiche di vento e (secondo dati di targa) a più di 50 cm di neve.[57][58]

#### Solare termico e termodinamico

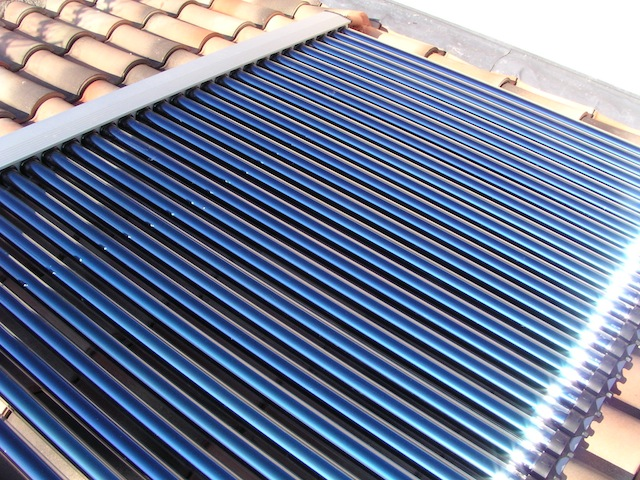
Collettore termico solare sul tetto di un'abitazione per il riscaldamento dell'acqua

I sistemi di riscaldamento solare sono tecnologie di seconda generazione che consistono di collettori termici solari, che hanno lo scopo di raccogliere l'energia radiante proveniente dai raggi solari, e un serbatoio o una cisterna, che ha il compito di accumulare l'energia termica raccolta dai collettori in modo da mantenere la temperatura dell'acqua elevata per tempi più lunghi. Tali sistemi possono essere usati per riscaldare l'acqua domestica, quella delle piscine o per riscaldare ambienti. L'acqua calda così prodotta può essere usata anche per applicazioni industriali o come sorgente energetica per altri usi, come ad esempio nei dispositivi di raffreddamento.
Il solare termico per la produzione di acqua calda sanitaria è ormai prossimo alla competitività in diverse applicazioni, soprattutto ove è in grado di sostituire non solo combustibile ma anche impianti convenzionali. Tale tecnologia, a livello internazionale sufficientemente matura, trova in Italia condizioni particolarmente favorevoli, quali l'esposizione climatica, l'idoneità della maggioranza degli edifici ad uso residenziale (che è caratterizzata da una o due unità abitative), la prevalenza nel riscaldamento dell'acqua sanitaria dell'uso dell'elettricità (10 000 000 di scaldabagni elettrici). In molte zone climatiche un sistema di riscaldamento solare può fornire una percentuale molto alta (dal 50 al 75%) dell'energia necessaria a riscaldare l'acqua domestica.

Schizzo di un collettore solare parabolico

La prima centrale solare termodinamica venne realizzata sulla base delle teorie di Giovanni Francia pubblicate a partire dal 1965 sulla rivista scientifica Sapere. Francia realizzerà i suoi primi prototipi sperimentali a Sant'Ilario di Genova a partire dal 1967, pubblicandoli sulla rivista internazionale Solar Energy Journal. Nove anni più tardi, uno specifico gruppo di lavoro della Commissione Europea incaricato di condurre uno studio preliminare, preventivò tre anni per la costruzione e il montaggio di un impianto funzionante denominato Eurelios, iniziato di fatto nel 1977 e concluso nel 1980 ad Adrano, in provincia di Catania, entrato in attività nel 1981 e rimasto in esercizio fino al 1991, scartato dall'Enel nonostante il potenziale, per via della scarsa resa produttiva. Il pionieristico progetto di sfruttamento del Sole per la produzione energetica di Francia e gli studi pubblicati, ritenuti ancora validi nonostante l'insuccesso siciliano, fecero da base ai successivi impianti statunitensi realizzati in California.
Al 1981 risale quindi il completamento del progetto Solar-1, costruito nel deserto del Mojave, a est di Barstow in California. Solar-1 fu operativo dal 1982 sino al 1986. Fu distrutto da un incendio che mandò a fuoco l'olio che scorreva come fluido di trasferimento del calore all'interno dei tubi assorbenti su cui i raggi del Sole venivano concentrati. Seguì Solar-2 sempre in California. Dal 1985, il cosiddetto SEGS è operativo in California; è costituito da nove impianti per una capacità totale di 350 MW.
Nel 2007 è entrato in servizio Nevada Solar One, con una potenza di 64 MW. A partire dal 2010 la BrightSource Energy ha iniziato il cantiere dell’Ivanpah Solar Electric Generating Station (ISEGS), la più grande centrale solare al mondo a torre e campo specchi, basata sull’impianto Eurelios e sui principi di Francia, attraverso un perfezionamento svolto nel campo sperimentale del 2008 nel deserto del Negev in Israele, con una potenza di 392 MW. La sua messa in esercizio, inizialmente prevista per il 2013, si procrastinò al 2014 con la denominazione di Ivanpah Solar Power Facility. Nel gruppo di finanziatori appare anche la nota compagnia Google.
Altre centrali solari paraboliche proposte sono le due da 50 MW in Spagna e una da 100 MW in Israele. In Italia, oltre alla riapertura e la riconversione della suddetta struttura Eurelios nel 2011, si realizzò nel 2010 l'impianto di produzione Archimede.

### Energia eolica

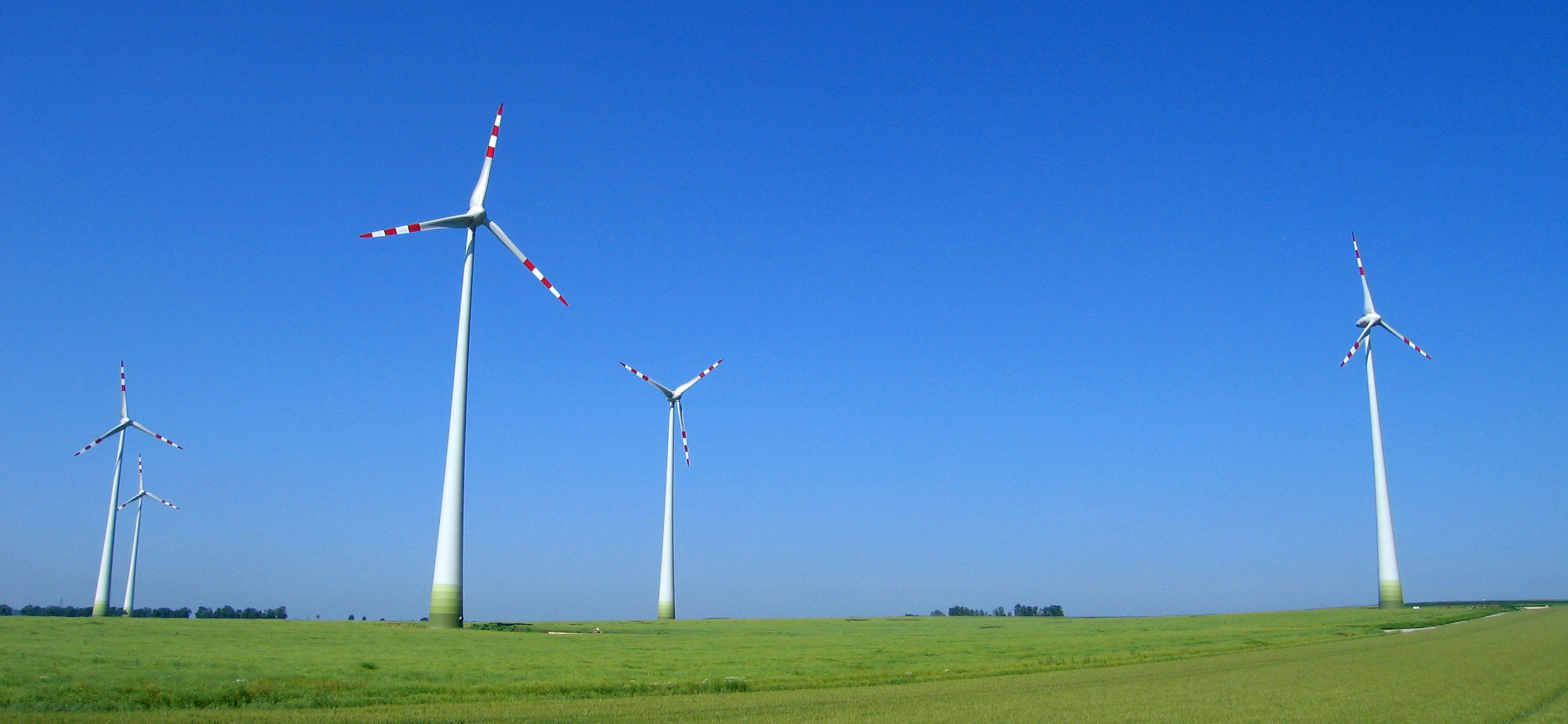
Un impianto eolico in Austria

L'energia eolica è il prodotto della trasformazione dell'energia cinetica del vento in altre forme di energia (elettrica o meccanica). Viene per lo più convertita in energia elettrica tramite centrali eoliche. Per sfruttare l'energia del vento vengono utilizzati gli aerogeneratori. Il principio è lo stesso dei vecchi mulini a vento ossia il vento che spinge le pale; in questo caso, il movimento di rotazione delle pale viene trasmesso a un generatore che produce elettricità.
Gli aerogeneratori sono diversi per forma e dimensione; il tipo più diffuso è quello medio, alto circa 50 metri con due o tre pale lunghe 20 metri e in grado di erogare una potenza elettrica di 500/600 kW (pari al fabbisogno elettrico di 500 famiglie). I dati forniti dall'IEA delineano un trend sempre maggiormente crescente, tanto da far prevedere, con buona approssimazione, che essa potrà soddisfare il 20% della domanda di elettricità mondiale nel 2020 e il 50% dell'energia primaria nel 2050.

Crescita mondiale della capacità eolica installata, 1996-2015. Fonte: GWEC, Global Wind Statistics 2015

L'eolico ha grossi potenziali di crescita e ha già raggiunto dei bassi costi di produzione, se confrontati con quelli delle altre fonti di energia. È certamente tra le energie rinnovabili quella più diffusa al mondo e ha fatto registrare un incremento di oltre il 30% tra il 2007 e il 2008. Alla fine del 2006 la capacità di produzione mondiale tramite generatori eolici era di 74,223 megawatt e nonostante attualmente fornisca meno dell'1% del fabbisogno mondiale, produce circa il 20% dell'elettricità in Danimarca, il 9% in Spagna e il 7% in Germania. Tuttavia esistono alcune resistenze al posizionamento delle turbine in alcune zone per ragioni estetiche o paesaggistiche. Inoltre in alcuni casi potrebbe essere difficile integrare la produzione eolica nelle reti elettriche a causa dell'"aleatorietà" dell'approvvigionamento fornito. In Italia l'eolico copre il 20% dell'energia alternativa prodotta e si prevede che avrà una crescente diffusione nei prossimi anni, grazie anche a impianti off-shore più performanti e quelli di formato più piccolo, mini e micro eolico, adatti a soddisfare le utenze medie e piccole.
Negli ultimi anni si sta diffondendo la tecnologia microeolica: un impianto microeolico è un impianto eolico di piccola taglia che trasforma l'energia cinetica del vento in energia elettrica (viene utilizzata nelle case e in industrie con consumi energetici modesti).

### Energia da biomasse

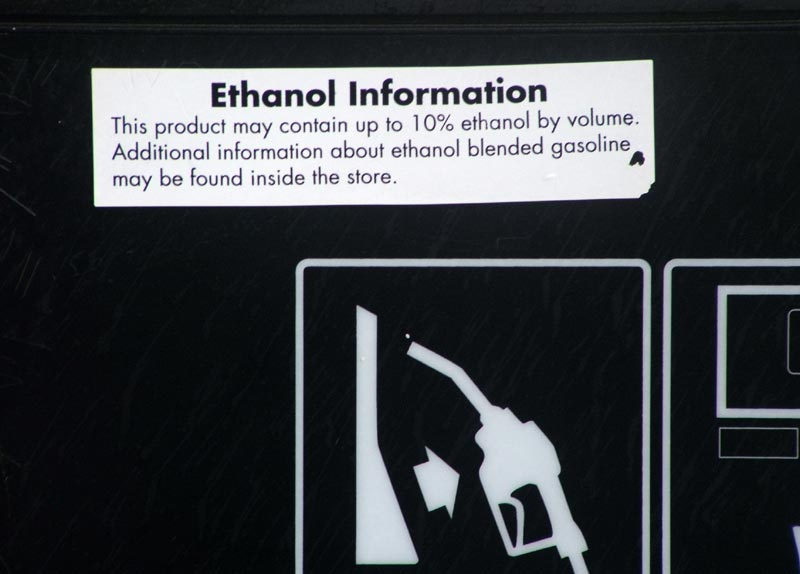
Informazioni su una pompa di benzina arricchita all'etanolo, California

Da materiali di scarto di origine organica, di natura vegetale e animale, è possibile ottenere una fonte di energia pulita immediatamente utilizzabile. Ai sensi della legislazione comunitaria sulla promozione dell'uso dell'energia da fonti rinnovabili, con il termine "biomassa" deve intendersi "la frazione biodegradabile dei prodotti, rifiuti e residui di origine biologica provenienti dall'agricoltura, dalla silvicoltura e dalle industrie connesse, comprese la pesca e l'acquacoltura, nonché la parte biodegradabile dei rifiuti industriali e urbani".
L'utilizzo delle biomasse per fini energetici non contribuisce ad aggravare il fenomeno dell'effetto serra, poiché la quantità dell'anidride carbonica rilasciata in atmosfera durante la decomposizione, sia che essa avvenga naturalmente sia che avvenga a seguito di processi di conversione energetica (anche se attraverso la combustione), è equivalente a quella assorbita durante la crescita della biomassa stessa. Quindi, se le biomasse bruciate sono rimpiazzate con nuove biomasse, non vi è alcun contributo netto all'aumento della concentrazione di CO2 in atmosfera. Questo avviene tutte le volte che si utilizzano residui, ovvero che si proceda a produrre appositamente la biomassa (ad esempio colture energetiche), cioè a estrarre materiale legnoso dai boschi secondo criteri adeguati (ad esempio potature, estrazione di materiale legnoso in eccesso per riduzione del rischio di autoincendi e altre tecniche di esbosco per protezione antincendio).
L'impiego delle biomasse in Europa soddisfa una quota piuttosto marginale dei consumi di energia primaria, ma il reale potenziale energetico di tale fonte non è ancora pienamente sfruttato. Nello sfruttamento delle biomasse come fonte energetica, sono all'avanguardia i Paesi del Centro-nord Europa, che hanno installato grossi impianti di cogenerazione e teleriscaldamento alimentati a biomasse. La Francia, che ha la più vasta superficie agricola in Europa, punta molto anche sulla produzione di biodiesel ed etanolo, per il cui impiego come combustibile ha adottato una politica di completa defiscalizzazione. La Gran Bretagna invece, ha sviluppato una produzione trascurabile di biocombustibili, ritenuti allo stato attuale antieconomici, e si è dedicata in particolare allo sviluppo di un vasto ed efficiente sistema di recupero del biogas dalle discariche, sia per usi termici sia elettrici. Nel quadro europeo dell'utilizzo energetico delle biomasse, l'Italia è in una condizione di scarso sviluppo, nonostante l'elevato potenziale di cui dispone.
Il Brasile ha uno dei più grandi programmi per l'energia rinnovabile al mondo, coinvolgendo la produzione di bioetanolo dalla canna da zucchero e l'etanolo ora fornisce il 18% del carburante automobilistico. Come risultato, assieme allo sfruttamento delle locali profonde riserve petrolifere, il Brasile, che in passato doveva importare una grande quantità di petrolio necessario al consumo interno, ha recentemente raggiunto la completa autosufficienza petrolifera.
La maggior parte delle automobili usate oggi negli Stati Uniti possono utilizzare miscele fino al 10% di etanolo, e i costruttori di motori stanno già producendo veicoli progettati per utilizzare miscele con percentuali più elevate. La Ford, la Daimler AG e la General Motors sono tra le compagnie produttrici di automobili, camion e furgoni flexible-fuel (letteralmente a "carburante flessibile") che utilizzano miscele di benzina e etanolo dalla benzina pura sino all'85% di etanolo (E85). Dalla metà del 2006 sono stati venduti circa sei milioni di veicoli E85 compatibili negli Stati Uniti.
Secondo l'IEA, le nuove tecnologie bioenergetiche (biocarburanti) che si stanno sviluppando oggi, in particolare le bioraffinerie per l'etanolo dalla cellulosa, potrebbero permettere ai biocarburanti di giocare un ruolo molto più importante nel futuro di quanto si pensasse in precedenza. L'etanolo da cellulosa si può ottenere da materia organica di piante composta principalmente da fibre di cellulosa non commestibili che ne formano gli steli e i rami. I residui delle coltivazioni (come i gambi del mais, la paglia del grano e del riso), gli scarti di legno e i rifiuti solidi cittadini sono sorgenti potenziali di biomassa di cellulosa. Colture dedicate alla produzione energetica, come il panicum virgatum, sono promettenti fonti di cellulosa che possono essere sostenibilmente prodotte in molte regioni degli Stati Uniti.

### Energia marina

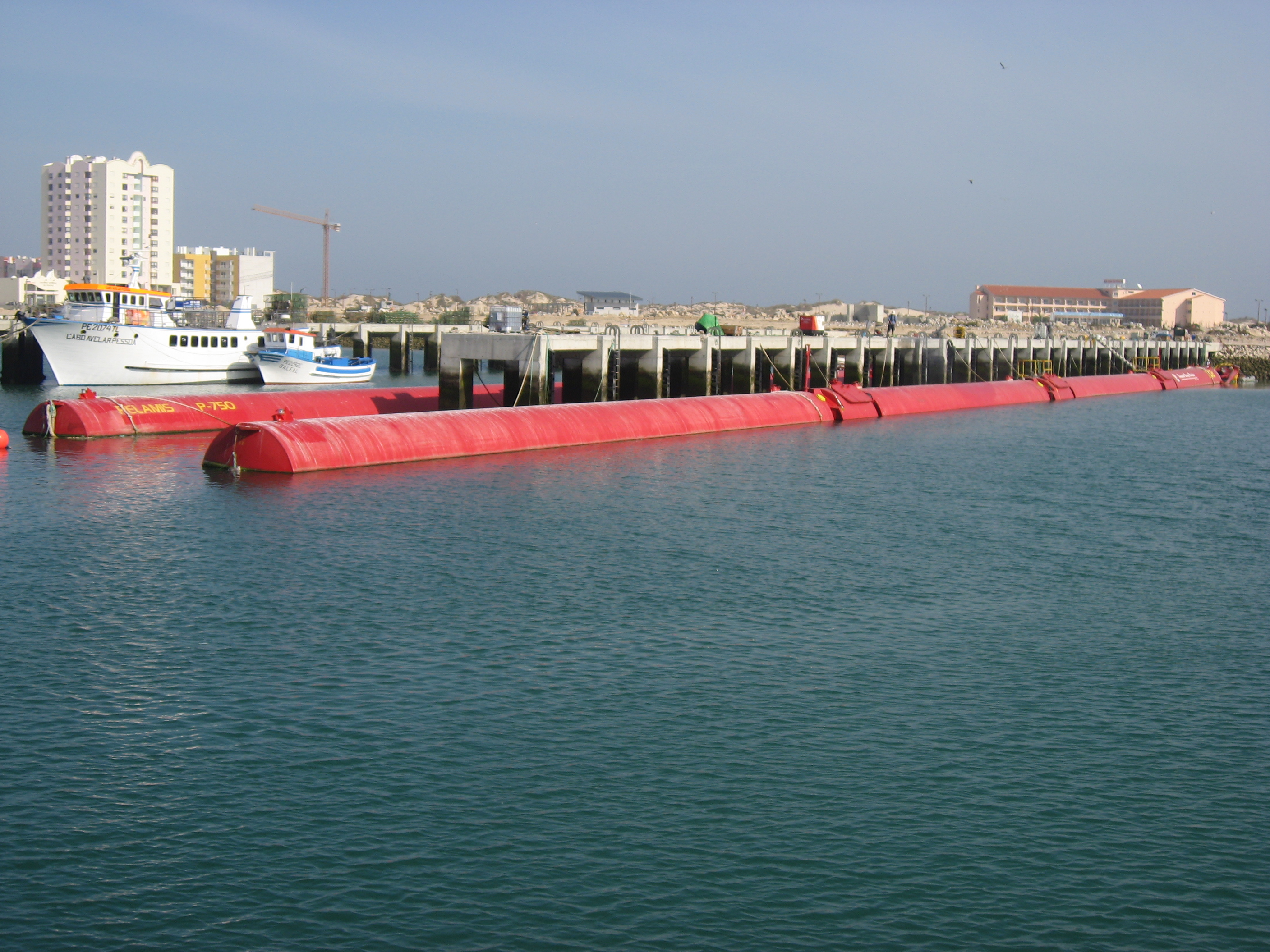
Impianto di tipo "Pelamis" per la produzione di energia dalle onde in Portogallo

Con energia marina s'intende l'energia racchiusa in varie forme nei mari e negli oceani. Può essere estratta con diverse tecnologie e, a oggi, sono stati sperimentati diversi sistemi e alcuni sono già in uno stadio precommerciale. Tramite particolari tecniche, si sfruttano le potenzialità offerte dal mare quali il moto ondoso, il movimento dell'aria al di sopra delle onde, le maree o la differenza di temperatura tra il fondo e la superficie. L'impiego di questa fonte, comunque, è ancora abbastanza complicato e al momento piuttosto costoso.
In termini di sfruttamento dell'energia degli oceani, un'altra delle tecnologie di terza generazione, il Portogallo ha la prima centrale a onde marine commerciale al mondo, l'Aguçadora Wave Park, in costruzione dal 2007. La centrale userà inizialmente tre macchine Pelamis P-750 in grado di generare 2,25 MW e i costi sono stimati intorno agli 8,5 milioni di euro. Nel caso si rivelasse un successo, altri 70 milioni di euro saranno investiti prima del 2009 in altre 28 macchine per generare 525 MW. Sono stati annunciati in Scozia nel febbraio del 2007 finanziamenti per una centrale a onde marine dal Governo scozzese, per un costo di oltre 4 milioni di sterline, come parte di un pacchetto di investimenti di 13 milioni di sterline per l'energia oceanica in Scozia. La centrale sarà la più grande al mondo con una capacità di 3 MW generata da quattro macchine Pelamis.
Nel 2007 la prima centrale al mondo a energia mareomotrice di concezione moderna viene installata nello stretto di Strangford Lough in Irlanda (sebbene in Francia una centrale di questo tipo, con sbarramento, fosse già in funzione negli anni sessanta). Il generatore sottomarino da 1,2 MW, parte dello schema per il finanziamento per l'ambiente e le energie rinnovabili nell'Irlanda del Nord, approfitterà del veloce flusso di marea (fino a 4 metri al secondo) nel braccio di mare. Anche se ci si aspetta che il generatore produca abbastanza energia per rifornire un migliaio di case, le turbine avranno un impatto ambientale minimo, poiché saranno quasi completamente sommerse e il movimento dei rotori non costituisce un pericolo per la fauna selvatica poiché girano a una velocità relativamente bassa.
In Italia è stato recentemente sperimentato un sistema di sfruttamento dell'energia marina circa 200 metri al largo di Torre Faro, sullo stretto di Messina dove le correnti marine raggiungono mediamente velocità di 1-3 metri al secondo. Un sistema a turbina sommersa, denominata Kobold, riesce a trasformare la corrente marina in energia elettrica per una capacità di 24-30 kW. Le turbine sono state costruite con pale ampie 5 metri, poste in bassa profondità (2-3 metri), ancorate sul fondo e a una piattaforma superficiale.
Nell'ultimo decennio inoltre si stanno sviluppando sistemi da installare in mare, come tra l'altro avviene anche con i sistemi off-shore dell'eolico, per sfruttare il potenziale delle onde, delle maree, delle correnti marine o del gradiente di temperatura tra fondo e superficie degli oceani che hanno una potenza di gran lunga superiore a quella che si può trovare sulla terraferma, ma che è stata per troppo tempo sprecata. Purtroppo gli eventi climatici di questi ultimi decenni e le prospettive per il futuro stanno a indicare che la fonte idroelettrica non rientra fra quelle totalmente rinnovabili.

## Valutazioni

### Impatto ambientale delle fonti rinnovabili
Sono fonti di energia che possono permettere uno sviluppo sostenibile all'uomo, per un tempo indeterminato, e ritenute privi della possibilità di danneggiare la natura tranne in alcuni casi.
Le centrali legate a grandi bacini idroelettrici (come ad esempio la diga delle Tre Gole, sono contestate da alcuni movimenti ambientalisti, e la diga del Vajont nel 1963 provocò un disastro causando la morte di circa 2 000 persone). Contestazioni contro l'uso di terreni agricoli per installare pale eoliche e pannelli solari sono state fatte da parte di gruppi di agricoltori.
Alcune di queste fonti (in particolare quella solare) possono permettere a ogni modo la microgenerazione e la generazione distribuita, ossia essere prodotte in piccoli impianti domestici distribuiti sul territorio che possono soddisfare il bisogno energetico di una singola abitazione o piccolo gruppo di abitazioni. Questo permetterebbe di risparmiare l'energia che si perde nella fase di distribuzione di energia elettrica, per esempio sugli elettrodotti, sebbene comporti anche la necessità di ridefinire la struttura della rete elettrica nazionale.

## Fattibilità su larga scala

### Il problema dell'intermittenza
Le due fonti rinnovabili che stanno avendo il maggior sviluppo, solare ed eolico, presentano il problema dell'intermittenza e dell'aleatorietà. Non sono sempre disponibili e quando sono disponibili, possono presentare notevoli e improvvise variazioni nell'erogazione. Questo costituisce il principale limite tecnologico di tali fonti.
La soluzione per risolvere in parte tale problematica consiste nel sovradimensionare gli impianti di produzione e nell'utilizzo di sistemi di accumulo dell'energia (tra cui i bacini idrici, gli impianti elettrochimici, l'idrogeno, l'aria compressa), con la conseguenza di avere un importante impatto ambientale negativo sia per quanto riguarda il territorio, sia per quanto riguarda il reperimento, la fabbricazione e il successivo smaltimento dei materiali necessari alla costruzione dei dispositivi (turbine eoliche, pannelli FV, ecc.) L'insieme di tutti i sistemi di accumulo attualmente disponibili non consente inoltre di stoccare adeguate quantità di energia in modo da risolvere il problema,  non quantomeno in quantità tali da poter sostituire totalmente le energie provenienti da fonti fossili.

### Il problema delle superfici
Energia solare, eolica e da biomasse hanno una bassa densità energetica. In altre parole, necessitano di enormi superfici di raccolta, per il fatto che pur essendo abbondanti sono molto disperse. Cosa che ne limita la possibilità di poter sostituire l'energia da fonte fossile ai ritmi di consumo attuali.

### Il problema dei materiali
Una delle questioni che riguardano un possibile utilizzo su vasta scala delle tecnologie che sfruttano le fonti di energia rinnovabile, in particolare l'eolico e il fotovoltaico, è relativa alla necessità di reperire e trattare quantità rilevanti di materie prime minerali rare e meno rare per effetto della ridotta densità energetica di tali tecnologie e il dover lavorare, in fase di fabbricazione, anche grossi quantitativi di sostanze tossiche. Nella tabella che segue sono indicate le quantità di materiali base e metalli critici (riserve minerarie limitate) necessari per costruire i dispositivi tecnologici per produzione di energia elettrica (pannelli fotovoltaici, turbine eoliche, sistemi di accumulo) che servirebbero per raggiungere gli obiettivi del NEO Climate Scenario.
| Materiali base            | Quantità (tonnellate) | Materiali critici | Quantità (tonnellate) | Impatto percentuale materiali critici sulle riserve accertate |
| ------------------------- | --------------------- | ----------------- | --------------------- | ------------------------------------------------------------- |
| Calcestruzzo              | 4.630.000.000         | Alluminio         | 570.120.000           | 2%                                                            |
| Acciaio                   | 2.400.000.000         | Argento           | 332.000               | 62%                                                           |
| Materie plastiche         | 742.000.000           | Cadmio            | 26.000                | 5%                                                            |
| Vetro/materiali compositi | 225.000.000           | Cobalto           | 30.000.000            | 423%                                                          |
|                           |                       | Disprosio         | 288.000               | 20%                                                           |
|                           |                       | Gallio            | 3.000                 | 2%                                                            |
|                           |                       | Indio             | 11.000                | 73%                                                           |
|                           |                       | Litio             | 44.830.000            | 280%                                                          |
|                           |                       | Manganese         | 103.840.000           | 14%                                                           |
|                           |                       | Neodimio          | 3.412.000             | 15%                                                           |
|                           |                       | Nichel            | 103.220.000           | 140%                                                          |
|                           |                       | Rame              | 193.000.000           | 24%                                                           |
|                           |                       | Zinco             | 97.900                | 38%                                                           |
|                           |                       | Tellurio          | 33.000                | 108%                                                          |

### Limiti alla produttività delle rinnovabili
Sussistono oggettivi e invalicabili limiti alla produttività della rinnovabili, dovuti ai problemi sopra citati, ossia la dispersione ed aleatorietà del solare fotovoltaico e dell'eolico. Il primo limite impone superfici di raccolta immense e non disponibili. Il secondo la costruzione di sistemi di accumulo che al momento non sono efficienti, consistendo in grandi infrastrutture per lo stoccaggio dell'energia, come ad esempio bacini idroelettrici di pompaggio o la costruzione (con materiali rari o inquinanti) di accumulatori elettrochimici (costosi, inefficienti e adatti solo a piccoli accumuli, quali quelli necessari all'autotrazione).
L'idroelettrico, pur non risentendo di tali problemi, ha ormai esaurito i siti disponibili. Limiti simili riguardano tutte le restanti tipologie di rinnovabili.

A metà del primo decennio del XXI secolo la possibilità di far fronte al fabbisogno energetico mondiale utilizzando soltanto le fonti rinnovabili appariva un traguardo lontano, secondo uno studio condotto dall'IEA, l'Agenzia Internazionale dell'Energia nel 2006, le fonti rinnovabili fornivano in quell'anno soltanto l'1% dell'energia usata dal pianeta. Secondo lo stesso studio, nel 2030, nonostante una loro crescita invocata da più parti, l'incremento del ricorso a fonti rinnovabili salirebbe soltanto al 2%. Il Giappone, per esempio, ritenuta la "patria "delle rinnovabili, prevede di attuare per il 2015 una produzione di energia rinnovabile che passerebbe dall'1,3% attuale a soltanto l'1,9%. Anche in Italia, del resto, tali fonti potranno fornire un apporto davvero molto basso:
(Piero Angela e Alberto Pinna, La sfida del secolo, p. 121. ISBN 88-04-56071-1)
Per sostenere i consumi energetici italiani sarebbe necessario mettere in opera una superficie di pannelli fotovoltaici grande circa quanto l'Umbria (circa 7 000 km²),  senza però contare corridoi e piazzole per la manutenzione, accumulatori e centrali per compensare la discontinuità del solare, ecc. Il tutto tenendo conto di invalicabili limiti fisici e tenendo conto delle possibili evoluzioni della tecnica. Anche l'eolico risulta, in modo simile, discontinuo e disperso. Per questo motivo le rinnovabili non potranno mai sostituire, da sole, i combustibili fossili, pur potendo dare un valido ed importante contributo.
Nel 2013 la generazione italiana di energia elettrica da parte di fonti rinnovabili (inclusi circa 12 TWh da biomasse, inserite nel termoelettrico), circa 106,8 TWh, risulta pari al 38,5% della produzione nazionale e al 33,7% della domanda nazionale. Quindi più di un chilowattora su tre richiesto in Italia è prodotto da fonti rinnovabili, in massima parte dall'idroelettrico.
Nella relazione della Commissione europea al Parlamento europeo del 22/01/2012 si afferma che in Europa nel 2012 la percentuale di energia finale consumata rappresentata da energie rinnovabili è arrivata al 13% e dovrebbe aumentare ulteriormente, salendo al 21% nel 2020 e al 24% nel 2030.
La veloce corsa economica in direzione delle energie rinnovabili secondo alcune critiche, non tiene conto degli importanti impatti ambientali che queste potrebbero comunque avere soprattutto in riferimento all'aumento esponenziale di richiesta di metalli rari con le relative problematiche di estrazione e smaltimento.

#### Punto di vista dei sostenitori delle rinnovabili
Secondo i sostenitori delle energie rinnovabili l'integrazione o mix di più fonti rinnovabili in un unico sistema di produzione energetico alternativo, supportato da una rete elettrica di tipo smart grid, sarebbe in grado di garantire una completa/parziale transizione energetica da fonti fossili a fonti rinnovabili sopperendo al problema dell'intermittenza/incostanza delle energie rinnovabili e ai limiti intrinseci di disponibilità di ciascuna fonte, risolvendo completamente/parzialmente il problema energetico globale, con il costo per chilowatt destinato a scendere per effetto dell'economia di scala. In realtà siamo in presenza di un tentativo di scaricare sulla collettività problematiche gestionali che tradizionalmente sono state in carico ai produttori. Per esempio, gli operatori eolici, invece di operare secondo una logica industriale che cerchi di valorizzare il proprio prodotto, offrendolo quando il cliente gliela paga di più, il che significa organizzarsi per provvedere in proprio a spianare i picchi di erogazione e accumulare per spostare l'erogazione verso orari in cui c'è effettiva richiesta, hanno spinto per una legislazione che paga l'incentivo anche in caso di mancato utilizzo della propria energia. In sostanza la situazione rappresentata è conseguenza di una distorsione delle regole del libero mercato, che avrebbe incentivato i produttori a risolvere a priori il problema della intermittenza della loro fonte, prelevando soluzione da un'ampia gamma di tecnologie sperimentate e disponibili. Una prima tendenza in questa direzione più razionale ed efficiente si può osservare in Belgio, ove si prevede di costruire una isola atollo su cui costruire le turbine eoliche e un impianto idroelettrico; le turbine eoliche, quando c'è vento, pompano fuori l'acqua dall'interno dell'atollo. L'impianto idroelettrico invece genera energia elettrica a richiesta, sfruttando l'energia dell'acqua fatta fluire per riempire nuovamente l'atollo.

## Produzione italiana di energia da fonti rinnovabili (FER)
Nell'anno 2021, dal rapporto statistico di GSE risulta che in Italia la produzione di energia totale da fonti rinnovabili è stato pari a 22,451 Mtep contribuendo per il 18,6% al consumo finale lordo di energia complessivo, che è stato di 120,5 Mtep, (tab.2.2 - 2.3 - 2.4 Potenza e produzione degli impianti alimentati da fonti rinnovabili nel 2021) - tale consumo è in progressivo calo da diversi anni per effetto delle varie crisi economiche e la progressiva delocalizzazione sia dell'industria leggera che pesante diversi anni.
| Rinnovabili elettriche | |
| ---------------------- | --- |
| Idraulica              | 3,24% con una potenza installata paria a 19172 MWe                                                                                                 |
| Solare fotovoltaico    | 1,79% con una potenza installata paria a 22594 MWe                                                                                                 |
| Eolica                 | 1,49% con una potenza installata paria a 11290 MWe                                                                                                 |
| Geotermoelettrica      | 0,42% con una potenza installata paria a 817 MWe                                                                                                   |
| Bioenergie             | 1,36% compreso la frazione biodegradabile dei rifiuti solidi urbani - con una potenza installata paria a 4106 MWe                                  |
| Rinnovabili termiche   | 9,04% (geotermica; solare termica; frazione biodegradabile rifiuti; biomassa solida; bioliquidi e biogas; energia rinnovabile da pompe di calore). |
| Settore trasporti      | 1,29% (biocarburanti) |

Soprattutto per quanto riguarda l'eolico e il fotovoltaico, da tali valori si nota come nonostante la potenza installata (MW) sia rilevante, la produzione di energia (MWh, Mtep) risulta estremamente ridotta se paragonata alla produzione di un  impianto tipo termoelettrico alimentato da combustibili fossili o nucleari a parità di potenza (fattore di capacità).
Per lungo tempo (fino a circa i primi anni sessanta) la produzione energetica elettrica italiana è stata in larga parte rinnovabile, grazie in particolare alle centrali idroelettriche dell'arco alpino e, in misura minore, dell'Appennino (oltre a quote minori relative alla geotermia in Toscana). Successivamente la produzione è aumentata prevalentemente grazie ai combustibili fossili, essendosi esaurita la possibilità di nuove grandi installazioni idroelettriche. Oggi pertanto le rinnovabili rappresentano quote minori della produzione.
Nel 2019 l'Italia ha prodotto circa 112,9 TWh di energia elettrica da fonti rinnovabili, pari al 39,8% del fabbisogno nazionale lordo. La produzione di energia da fonti rinnovabili proveniente per il 40,1% da fonte idroelettrica, 5,0% dal geotermico, 17,8% eolico, 21,5% fotovoltaico, il 15,5% da biomasse. Con tali valori, circa il 60,6% della produzione rinnovabile è prodotto con impianti definiti "programmabili".

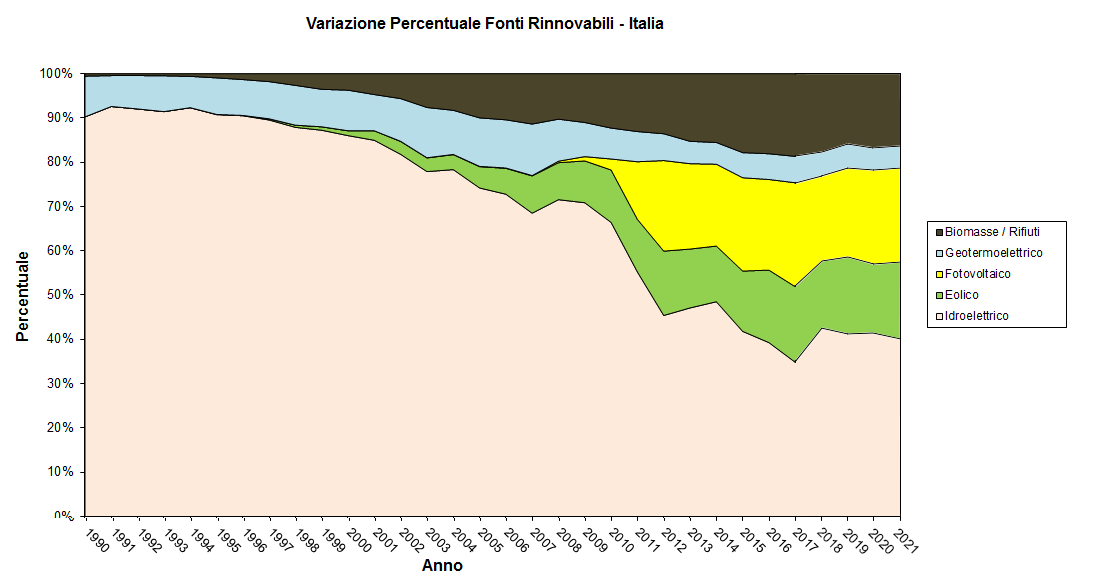
Variazioni percentuali fonti di energia rinnovabile in Italia. Elaborazione da dati pubblicati da GSE / Terna

Nel 2012 l'Italia è stata il terzo produttore di energia elettrica da fonti rinnovabili nell'UE-15.
È da notare, tuttavia, che solo negli ultimi anni la produzione rinnovabile italiana è cresciuta in maniera significativa grazie a una sensibile crescita delle fonti eolica, fotovoltaica e da combustione di biomassa, in quanto per lungo tempo tale produzione era costituita essenzialmente solo dalle fonti idroelettrica e geotermica.
Il gestore della rete elettrica ad alta tensione Terna ha reso noto il dato relativo al nuovo record di produzione di energia elettrica da fonti rinnovabili stabilito il 21 maggio 2017 arrivando a produrre l'87% del totale.

### Produzione di energia rinnovabile in Italia per regione

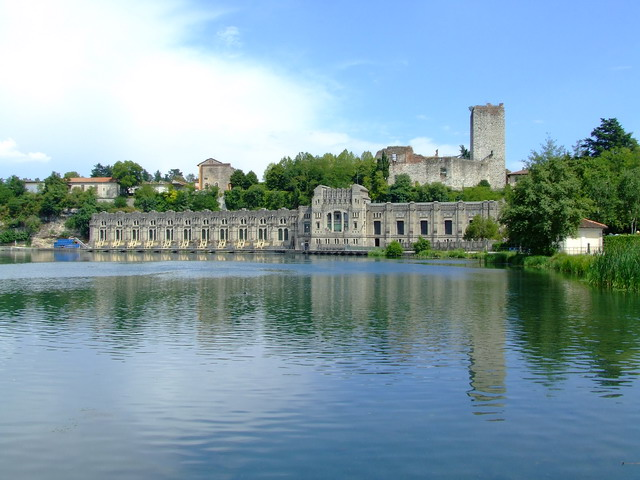
La centrale idroelettrica Taccani in Lombardia, la prima regione in Italia per produzione di energia elettrica da fonti rinnovabili

Fonte: GSE - Gestore Servizi Energetici

## Interventi di promozione da parte dell'UE
La Commissione europea ha presentato una comunicazione sulle energie rinnovabili in cui studia come ridurre i costi grazie a un approccio più coordinato a livello UE e delinea la politica da attuare dopo il 2020. Riuscire a generare più energia sfruttando il vento, il sole, le maree, la biomassa, le risorse idroelettriche e geotermiche aiuta l'UE a dipendere meno dalle importazioni di energia e a rilanciare l'innovazione e l'occupazione. Sarebbe possibile far calare i costi favorendo la concorrenza sul mercato energetico dell'UE. La progressiva eliminazione delle sovvenzioni per i combustibili fossili e la revisione della tassazione dei prodotti energetici dovrebbero incentivare gli investimenti nelle tecnologie a basse emissioni di CO2 (anidride carbonica).
Allo stesso tempo, il sostegno alle energie rinnovabili dovrebbe essere gradualmente ridotto o eliminato per incitare questo settore a diventare più concorrenziale con le altre fonti energetiche in un'ottica a lungo termine.
Anche i regimi di sostegno nazionale dovrebbero essere modificati per promuovere la riduzione dei costi; uniformarli in tutta l'UE e semplificarli ridurrebbe i costi amministrativi a carico dell'industria.
L'UE dovrebbe spingere a produrre energia eolica e solare là dove costa meno, come fanno già le imprese per altri prodotti e servizi. Così gli Stati membri potranno acquistare energia eolica o solare da un altro paese UE o extra-UE spendendo meno di quanto dovrebbero investire per sviluppare le fonti alternative sul loro territorio.

Percentuale di energia consumata in Europa proveniente da fonti rinnovabili rispetto a quella proveniente da fonti non rinnovabili (2019)

### Libri
- Nicola Armaroli, Vincenzo Balzani: Energia per l'Astronave Terra- Nuova edizione aggiornata e ampliata con gli scenari energetici per il futuro dell'Italia, Zanichelli Editore, Bologna, 2011.
- David MacKay, Energia sostenibile — senza aria fritta (PDF), 2009. URL consultato il 17/02/2012.
- Martin Kaltschmitt, Wolfgang Streicher, Andreas Wiese (ed): Renewable energy. Technology, economics and environment, Springer, Berlin/Heidelberg 2007, ISBN 978-3-540-70947-3.
- Henrik Lund (ed): Renewable Energy Systems: A Smart Energy Systems Approach to the Choice and Modeling of 100 % Renewable Solutions, Academic Press 2014, ISBN 978-0-124-10423-5.
- Volker Quaschning: Understanding Renewable Energy Systems. Earthscan, London, 2nd edition 2016, ISBN 978-113878-196-2.
- Volker Quaschning: Renewable Energy and Climate Change. John Wiley & Sons, Chichester 2010, ISBN 978-0-470-74707-0.
- IRENA e CPI, Global landscape of renewable energy finance 2020 (PDF), Abu Dhabi, IRENA, 2020, ISBN 978-92-9260-237-6.
- Jeremy Rifkin, La terza rivoluzione industriale : come il potere laterale sta trasformando l'energia, l'economia e il mondo, Arnoldo Mondadori, 2011, ISBN 978-88-04-61420-3, OCLC 859857026.
- Luca Romano, L’Avvocato dell’Atomo, Fazi Editore, 28 aprile 2022, ISBN 979-12-5967-273-5. URL consultato il 17 febbraio 2023.

### Periodici
- David Connolly et al.: Smart Energy Europe :The technical and economic impact of one potential 100% renewable energy scenario for the European Union. In: Renewable and Sustainable Energy Reviews 60, (2016), 1634–1653, DOI: 10.1016/j.rser.2016.02.025.
- Boris Cosic et al.: A 100% renewable energy system in the year 2050: The case of Macedonia. In: Energy 48, Issue 1, (2012), 80–87, DOI: 10.1016/j.energy.2012.06.078
- Olav Hohmeyer, Sönke Bohm: Trends toward 100% renewable electricity supply in Germany and Europe: a paradigm shift in energy policies. In: Wiley Interdisciplinary Reviews: Energy and Environment 4, (2015), 74–97, DOI: 10.1002/wene.128.
- Mark Z. Jacobson, Mark A. Delucchi: Providing all global energy with wind, water, and solar power, Part I: Technologies, energy resources, quantities and areas of infrastructure, and materials. In: Energy Policy 39, Vol. 3, (2011), 1154–1169, DOI: 10.1016/j.enpol.2010.11.040.
- Mark A. Delucchi, Mark Z. Jacobson:  Providing all global energy with wind, water, and solar power, Part II: Reliability, system and transmission costs, and policies.. In: Energy Policy 39, Vol. 3, (2011), 1170–1190, DOI: 10.1016/j.enpol.2010.11.045.
- Mark Z. Jacobson et al.: 100% clean and renewable wind, water, and sunlight (WWS) all-sector energy roadmaps for the 50 United States. In: Energy and Environmental Science 8, (2015), 2093-2117, DOI: 10.1039/c5ee01283j.
- Goran Krajacic et al.: How to achieve a 100% RES electricity supply for Portugal? In: Applied Energy 88, (2011), 508–517, DOI: 10.1016/j.apenergy.2010.09.006.
- Henrik Lund, Brian Vad Mathiesen.: Energy system analysis of 100% renewable energy systems - The case of Denmark in years 2030 and 2050. In: Energy 34, Issue 5, (2009), 524–531, DOI: 10.1016/j.energy.2008.04.003.
- Brian Vad Mathiesen et al.: Smart Energy Systems for coherent 100% renewable energy and transport solutions. In: Applied Energy 145, (2015), 139–154, DOI: 10.1016/j.apenergy.2015.01.075.
- Brian Vad Mathiesen et al.: 100% Renewable energy systems, climate mitigation and economic growth. In: Applied Energy 88, Issue 2, (2011), 488–501, DOI: 10.1016/j.apenergy.2010.03.001.
- IPCC, Climate Change 2014: Impacts, Adaptation, and Vulnerability. Part A: Global and Sectoral Aspects. Contribution of Working Group II to the Fifth Assessment Report of the Intergovernmental Panel on Climate Change, [Edenhofer, O., R. Pichs-Madruga, Y. Sokona, E.
Farahani, S. Kadner, K. Seyboth, A. Adler, I. Baum, S. Brunner, P. Eickemeier, B. Kriemann, J. Savolainen, S. Schlömer, C. von Stechow, T. Zwickel and J.C. Minx (eds.)], Cambridge, United Kingdom and New York, Cambridge University Press, 2014, ISBN 978-1-107-05807-1.
- IPCC, Climate Change 2014: Mitigation of Climate Change. Contribution of Working Group III to the Fifth Assessment Report of the Intergovernmental Panel on Climate Change, [Edenhofer, O., R. Pichs-Madruga, Y. Sokona, E.
Farahani, S. Kadner, K. Seyboth, A. Adler, I. Baum, S. Brunner, P. Eickemeier, B. Kriemann, J. Savolainen, S. Schlömer, C. von Stechow, T. Zwickel and J.C. Minx (eds.)], Cambridge, United Kingdom and New York, Cambridge University Press, 2014, ISBN 978-1-107-05821-7, OCLC 892580682.